# ظلم العليا (النادرة)

تعديل مصدري - تعديل

ظلم العليا محلة تابعة لقرية ظلم، التابعة لعزلة ظلم بمديرية النادرة إحدى مديريات محافظة إب في الجمهورية اليمنية، بلغ تعداد سكانها 99 حسب تعداد اليمن لعام 2004.